# Voor De Gemeenschap
Voor De Gemeenschap is een Nederlandse lokale politieke partij, actief in de gemeente Oss.

## Historie

### Oprichting
In 1986 is Voor De Gemeenschap (VDG) opgericht door Gerard Ulijn en Jan van Loon als het lokale alternatief in Megen, Haren en Macharen. 
In 1993 voegde – door de herindeling met de gemeente Berghem – de partij Zelfstandig Berghem zich bij VDG om vervolgens aan de gemeenteraadsverkiezingen van de nieuwe gemeente Oss per 1 januari 1994 mee te doen. In 2002 is VDG verder versterkt met geheel H'77 - eveneens een lokale partij uit Herpen met jarenlange politieke en bestuurlijke ervaring - en andere belangstellenden uit de voormalige gemeente Ravenstein. Door een gemeentelijke herindeling van Oss en Ravenstein was er per 1 januari 2003 een nieuwe gemeente Oss, waarvoor in november 2002 een herindelingsverkiezing werd gehouden.

### 1986-1990 Gemeente Megen, Haren en Macharen
Als nieuwe partij behaalde VDG 2 van de toen beschikbare 7 raadszetels
- Raadsleden: Gerard Ulijn en Jan van Loon

### 1990-1994 Gemeente Megen, Haren en Macharen
Na 4 jaar oppositie behaalde VDG de absolute meerderheid met 6 van de 11 beschikbare raadszetels
- Wethouders ; Gerard Ulijn en Jan van Loon
- Raadsleden: Jan van Breda, Ria de Veer, Paul Smit en Jef Gemmeke

### 1994-1998 Gemeente Oss
- Wethouder: Gerard Ulijn
- Raadsleden: Jan van Loon, Erik vd Burgt, Maria van Lith, Corrie van Iperen,

### 1998-2002 Gemeente Oss
- Wethouder:  Jan van Loon en Gerard Ulijn (tot 2000), Hans Boerboom (na 2000)
- Raadsleden:

### 2002-2006 Gemeente Oss, coalitie met SP
- Wethouders: Jan van Loon en Hans Boerboom
- Raadsleden: Kees van Geffen, Mari Hol, Gerda v/d Linden Jansen Steenberg, Alfons Prinssen en Frank den Brok (deze laatste vanaf 2004 als vervanger van Erik v/d Burgt)

### 2006-2010 Gemeente Oss, coalitie met SP en PvdA
- Wethouder: Jan van Loon
- Raadsleden: Frank den Brok, Hans Boerboom, Alfons Prinssen, Peer van Heeswijk Gerda v/d Linden Jansen  Steenberg en Thijs van Kessel

Slogan: Lokaal Centraal

### 2011-2014 Gemeente Oss, coalitie met CDA, VVD en PvdA
Gemeentelijke herindeling met de Gemeente Lith. Frank den Brok is de lijsttrekker voor de herindelingsverkiezing van 24 november 2010 met de slogan: Lokaal centraal. VDG wordt de 2e partij van de gemeente Oss en behaalt 8 van 37 raadszetels.
- Wethouder: Jan van Loon
- Raadsleden: Frank den Brok, Hans Boerboom, Alfons Prinssen, Gerda v/d Linden-Jansen Steenberg, Ziya Aydogan, Thecla Bos-Hemminga , Theo van Mook en Roel van de Camp

Slogan: Lokaal Centraal

### 2014-2018 Gemeente Oss, coalitie met CDA en VVD
Gemeentelijke herindeling met de Gemeente Maasdonk (Geffen). Frank den Brok is de lijsttrekker voor de herindelingsverkiezing van 19 november 2014 met de slogan: Lokaal centraal. VDG wordt de 1e partij van de gemeente Oss en behaalt 11 van 37 raadszetels.
- Wethouders: Frank den Brok en Kees van Geffen
- Raadsleden: Hans Boerboom, Thecla Bos-Hemminga, Arno Romme, Roel van de Camp, Theo van Mook, Ziya Aydogan, Willeke Verhagen, Frits van de Hoogen, Alfons Prinssen, Berrie van de Burgt en Gerard Broers.

2018-2022 Gemeente Oss, coalitie met CDA, VVD en Beter Oss
Sinds 2018 zit VDG als grootste partij in het college met CDA, VVD en Beter Oss. VDG behaalt tijdens deze verkiezingen 10 van de 37 zetels en wordt daarmee de tweede partij. De partij levert wederom Frank den Brok en Kees van Geffen als wethouders. 
2022-2026 Gemeente Oss, coalitie met CDA, VVD en GroenLinks
Bij de gemeenteraadsverkiezingen van 16 maart 2022 bleek VDG wederom de grootste van de gemeente Oss. Na een tussenpoos van vier jaar, waarin VDG weliswaar de coalitie vormde maar niet de grootste partij was, kan VDG daarom op bijna dertig (!) aaneengesloten jaren in het bestuur van de gemeente Oss terugblikken. Een zeldzaamheid in Nederland. Met Jacco-Peter Hooiveld levert VDG een nieuwe wethouder om naast Frank den Brok te fungeren, in een college dat wordt gecompleteerd door burgemeester Wobine Buijs-Glaudemans (VVD) en wethouders Thijs van Kessel (VVD), Sidney van den Bergh (CDA) en Dolf Warris (GroenLinks). De raadsleden voor de periode 2022-2026 zijn Roel van de Camp, Hans Herms, Hans Boerboom, Vera van Pelt, Nick Pruimboom, Adri van der Loop, Mark van der Doelen, Sander Ruijs, Alfons Prinssen, Anke van Gaalen, op basis van voorkeursstemmen, en Frank Dappers als vervanger van Willeke Verhagen. 

## Standpunten
VDG is een lokale partij en streeft ernaar onafhankelijk van de landelijke en provinciale politiek de belangen van de inwoners van de gemeente te behartigen. De leden komen uit alle hoeken van de gemeente Oss en worden geacht deel te nemen aan allerlei sociale activiteiten, om zo te voelen wat er leeft onder de bevolking. Naast het halen van informatie wordt ook informatie gebracht vanuit de dorpen, wijken, scholen en verenigingen.

## Organisatie
De huidige gemeenteraad van Oss telt 37 leden, waarin VDG met 11 zetels vertegenwoordigd is sinds de gemeenteraadsverkiezingen van 2022. De raadsleden van VDG zijn in alle commissies vertegenwoordigd. Op de ledenraadpleging worden de standpunten voor de commissieweek ingenomen. Leden kunnen tijdens de ledenraadpleging meepraten over alle onderwerpen.